# Моара Ника (Сучава)
Моара Ника (рум. Moara Nica) насеље је у Румунији у округу Сучава у општини Моара. Oпштина се налази на надморској висини од 351 m.

## Становништво
Према подацима из 2002. године у насељу је живело 1417 становника.

### Попис2002.
| Расподела становништва по националности 2002.‍ | Расподела становништва по националности 2002.‍ | Расподела становништва по националности 2002.‍ | Расподела становништва по националности 2002.‍ | Расподела становништва по националности 2002.‍ |
| --------------------------------------------- | --------------------------------------------- | --------------------------------------------- | --------------------------------------------- | --------------------------------------------- |
|                                               |                                               |                                               |                                               |                                               |
| Румуни                                        | Румуни                                        |                                               | 1.369                                         | 96,8%                                         |
| Пољаци                                        | Пољаци                                        |                                               | 45                                            | 3,2%                                          |